# Vesturhópsvatn
Vesturhópsvatn är en sjö på Island. Den är 7 km lång och som mest 2,3 km bred. Dess yta är 10,3 km2.